# SN 185
SN 185は、ケンタウルス座で185年12月7日に観測された超新星である。超新星残骸はHII領域RCW 86およびX線天体ケンタウルス座X-1（Cen X-1）である。天球上での位置はケンタウルス座α星のそばで、コンパス座との境界に近い。
中国の天文学者が客星として観測した記録が歴史書『後漢書』に残っており、記録が見つかっている最古の超新星である。RCW 86と位置が一致していたが、RCW 86の年代推定が約1万年とずれがあったため、同定には疑問が残っていた。しかし、2006年、X線天文学衛星のXMM-Newtonとチャンドラのデータをもとにした研究により、2000年という一致した年代が得られ、現在ではこの同定が広く受け入れられている。